# Francesco di Paola Cassetta
Francesco di Paola Cassetta (Roma, 12 de agosto de 1841 — 23 de março de 1919) foi um sacerdote da Igreja Católica.
Em 1865, foi ordenado presbítero em Roma; em 21 de dezembro de 1884 foi ordenado bispo titular de Amato, na Palestina; em 1887 foi eleito arcebispo de Nicomédia; em 1895 recebe o título de patriarca latino de Antioquia e, em 18 de junho de 1899, foi criado cardeal com o título de cardeal-presbítero de Crisógono. Participou dos conclaves de 1903 e de 1914. Em 2 de abril de 1899 ordenou padre da Igreja Católica a Eugenio Pacelli, um seminarista romano que mais tarde seria o Papa Pio XII.